# Jacob Hendriks Brouwer
Jacob Hendriks Brouwer (Ruinerwold, vóór 22 juni 1760 - Ruinerwold, 9 april 1826) was een Nederlands burgemeester.

## Leven en werk
Jacob Hendriks Brouwer werd gedoopt op 22 juni 1760 te Ruinerwold. Hij was een zoon van Hindrik Luchies en Albertien Jans Brouwer. Hij was de jongste uit het gezin: Jacob had ook nog twee ouder zussen.
Op 5 april 1788 ging hij in ondertrouw met de uit Koekange afkomstige Kersje Hendriks. De twee trouwden op 4 mei 1788 te Ruinerwold. Uit dit huwelijk werden vier zoons geboren: Hendrik (1789), Hendrik Luichies (1790), Hendrik Jans (1793) en Jan (1798)
In het jaar 1795 werd Brouwer schout van de gemeente Ruinerwold. Deze functie ging in 1811 over in die van burgemeester. Deze functie vervulde hij tot zijn dood in 1826.

## Trivia
- In Ruinerwold is een straat naar Jacob Hendriks Brouwer vernoemd: de Burgemeester Brouwerstraat.
- Het gemeentebestuur van Ruinerwold werd in de tijd van Brouwer vanuit een herberg vormgegeven: het huidige café De Kastelein.